# Слюсаренко Віталій Андрійович
Віталій Андрійович Слюсаренко (квітень 1915, містечко Гоголів Остерського повіту Чернігівської губернії, тепер село Броварського району Київської області — ?) — український радянський партійний діяч, 2-й секретар Львівського обкому КПУ. Депутат Верховної Ради УРСР 7-го скликання. Кандидат у члени ЦК КПУ в 1966—1971 роках.

## Біографія
Народився в селянській родині.
З серпня 1940 року — у Червоній армії. Призваний Сталінським міським військовим комісаріатом Новосибірської області РРФСР (тепер це місто Новокузнецьк Кемеровської області). Учасник німецько-радянської війни з 1941 року. Служив помічником начальника зв'язку 542-го гарматного артилерійського полку з радіо, помічником начальника зв'язку 144-ї гарматної артилерійської бригади з радіо.
Член ВКП(б) з квітня 1943 року.
Після демобілізації — на партійній роботі.
З січня 1952 року — заступник завідувача відділу машинобудування ЦК КП(б)У.
У 1952 (затв. у травні 1953) — 19 червня 1954 роках — завідувач промислово-транспортного відділу Львівського обласного комітету КПУ.
19 червня 1954 — 9 січня 1963 року — секретар Львівського обласного комітету КПУ з питань промисловості.
9 січня 1963 — 14 грудня 1964 року — 2-й секретар Львівського промислового обласного комітету КПУ.
14 грудня 1964 — 28 лютого 1969 року — 2-й секретар Львівського обласного комітету КПУ.
З лютого 1969 року — заступник міністра сільського будівництва Української РСР.

## Звання
- молодший лейтенант
- старший лейтенант
- капітан

## Нагороди
- два ордени Трудового Червоного Прапора
- орден Вітчизняної війни ІІ ст. (10.04.1945)
- два ордени Червоної Зірки (14.12.1942, 18.04.1945)
- медаль «За взяття Кенігсберга» (9.06.1945)
- Почесна грамота Президії Верховної Ради Української РСР (5.04.1965)